# Viridigona albisigna
Viridigona albisigna är en tvåvingeart som beskrevs av Stefan Naglis 2003. Viridigona albisigna ingår i släktet Viridigona och familjen styltflugor. Inga underarter finns listade i Catalogue of Life.